# Nicolas Cermakian
Nicolas Cermakian est un chercheur canadien, dont les travaux sont principalement liés au centre de recherche Douglas et à l'université McGill.

## Recherches
Cermakian a mené de nombreuses études concernant l'horloge circadienne et l'infectiologie. Parmi celles-ci, une lie l'heure du début d'une infection et la gravité de celle-ci, ce dernier facteur étant étonnamment plus efficace au moment où le système immunitaire est le plus actif ; une autre lie l'horloge circadienne et le développement des cellules cancéreuses, le second se faisant plus rapidement si la première est déréglée.